# Saleiro

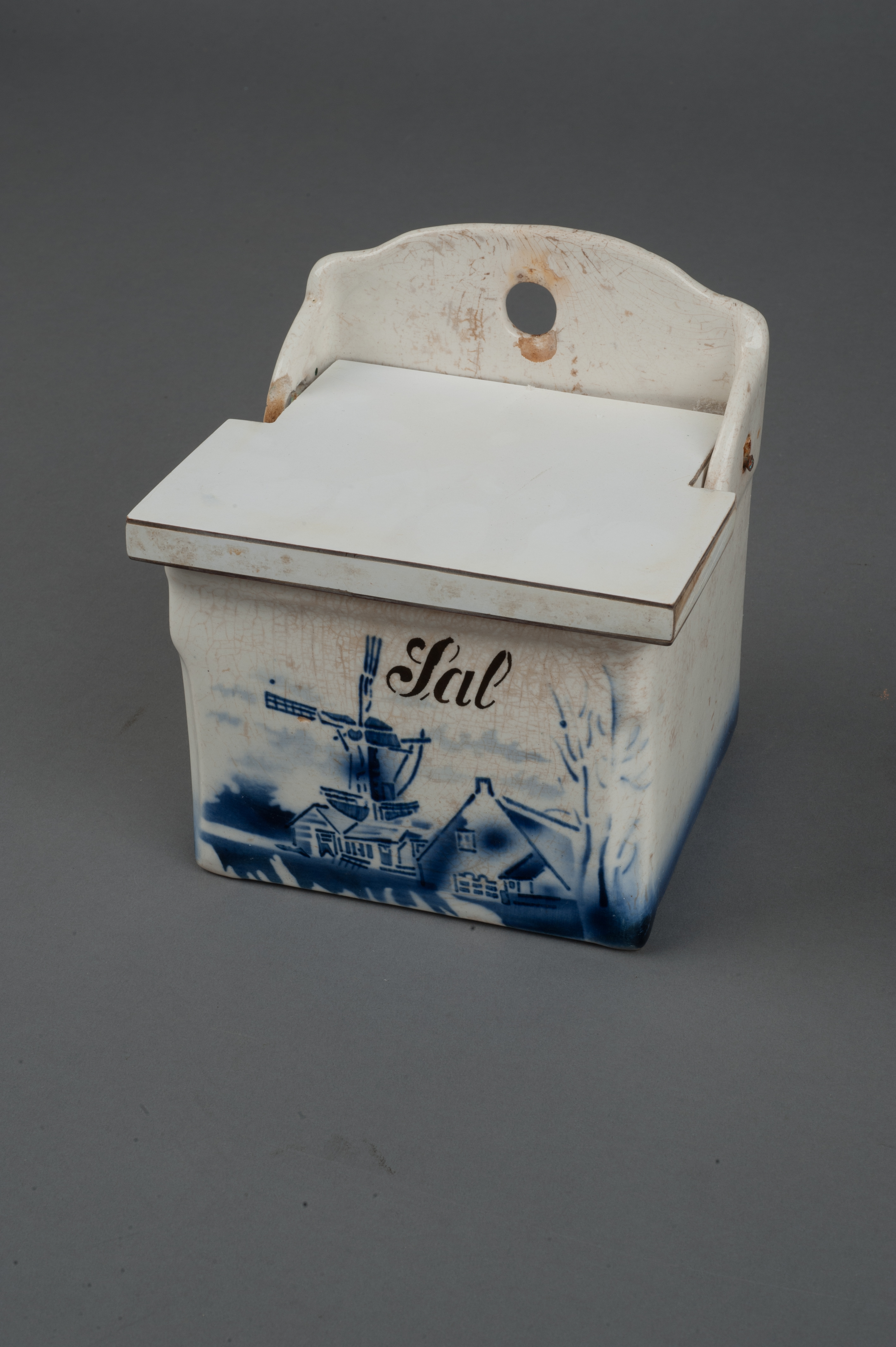
Saleiro cerâmico, Coleção Museu Paulista.

Saleiro é um recipiente onde se acondiciona o sal para ser utilizado no preparo ou durante as refeições, usualmente feitos de vidro e/ou plástico, a fim de evitar corrosão. De acordo com Michael H. Alderman, editor do Jornal Americano da Hipertensão, os "saleiros são responsáveis por apenas cerca de 10% do consumo de sal de uma pessoa". No caso dos recipientes análogos para se acondicionar pimentas e demais temperos, recebem o nome genérico de pimenteiros.

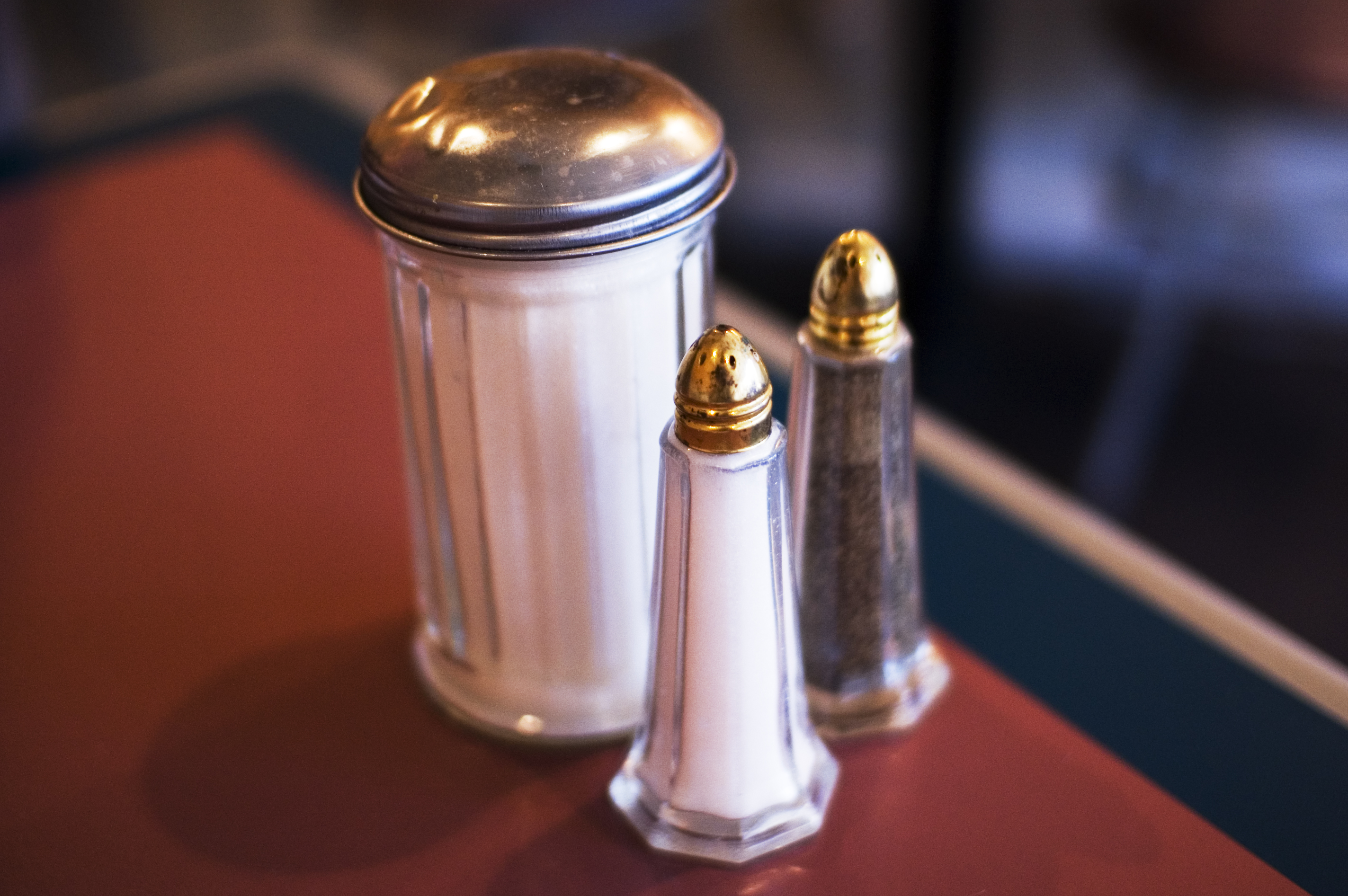
Açucareiro (maior), saleiro e pimenteiro sobre uma mesa.